# Distretto di Caspisapa
Il distretto di Caspisapa è uno dei dieci distretti  della provincia di Picota, in Perù. Si trova nella regione di San Martín e si estende su una superficie di 81,44 chilometri quadrati.

Istituito il 31 gennaio 1944, ha per capitale la città di Caspisapa; al censimento 2005 contava 1.998 abitanti.